# Бранко Летић
Бранко Летић (Брчко, 11. јануар 1943), је српски књижевни критичар и професор дубровачке књижевности. Руководилац је пројекта Књижевна баштина Републике Српске у Институту АНУРС, и члан је више одбора АНУРС за приређивање научних издања и за израду Енциклопедије Републике Српске.

## Биографија
Проф. др Бранко Летић рођен је 11. јануара 1943. у селу Вучиловац, општина Брчко, Босна и Херцеговина. Основну школу завршио је у Вучиловцу, док је осмогодишњу и гимназију завршио у Брчком. Студије књижевности је завршио на Филозофском факултету у Сарајеву. На истом факултету биран је, по завршетку студија, на мјесто асистента за старије књижевности, ренесансну и барокну, као основну, и средњовјековну. Постдипломске студије завршио је у Београду (магистарски рад Барокни песник Шишко Гундулић, 1970), гдје је 1978. одбранио и докторску дисертацију "Словинство и патриотизам у дубровачкој књижевности 17. века".
Цијели радни вијек провео је у универзитетској настави: као асистент и виши асистент до 1978; доцент до 1982; ванредни професор до 1988; редовни професор – на Филозофском факултету у Сарајеву до јуна 1994; на Филозофском факултету у Нишу од 1995. до 2000; на Филозофском факултету у Источном Сарајеву од 2000. до 2013. На предлог факултета, Универзитет у Источном Сарајеву додијелио му је 28.4.2011. звање професор емеритус „у знак признања за допринос развоју науке”.
„Због значајног доприноса развоју књижевности и умјетности”, 21. децембра 2012. године, на Скупштини Академије наука и умјетности Републике Српске, изабран је за дописног члана у радном саставу.
Научни рад књижевног историчара Бранка Летића заснован је на изворној грађи коју је изучавао понајвише у Хисторијском архиву у Дубровнику, али и у архивама и великим библиотекама других наших и италијанских центара. Писао је о дубровачкој ренесансној и барокној књижевности (Родољубље дубровачких песника 17. века, Сарајево 1982), о њеној поетици и њеном односу према италијанској и нашој усменој књижевности; о старој српској књижевности и њеној поетици („У огледалу духовном”, Пале, 2008); о књижевним традицијама у Босни и Херцеговини, српској и хрватској (Српска и хрватска књижевна традиција у БиХ у турском периоду, Прилози књижевности народа Босне и Херцеговине, књ. 6, Сарајево 1991) и муслиманској („Књиге и књижевно наслеђе”, Тузла, 1987), и критички приредио више књига за библиотеке „Културно насљеђе”, „Библиотека изабраних дјела” и „Арс лектира”.
У посљедње време бави се истраживањем односа савремених писаца према старијем књижевном насљеђу. Учествовао је на бројним међународним и националним научним скуповима у организацији АНУРС, САНУ, Међународног славистичког центра, универзитета у Источном Сарајеву, Бањој Луци, Београду и Института за изучавање књижевности у Сарајеву и Београду, односно у више значајних научних пројеката (Књижевност народа Босне и Херцеговине; Горажданска штампарија; Ратна књижевност Републике Српске).
Члан је Уређивачког одбора и уредник је Стручне редакције за књижевност и језик Енциклопедије Републике Српске.

## Енциклопедија Републике Српске
- Академија наука и умјетности Републике Српске
- Српска академија наука и умјетности
- Међународни славистички центар